# Chionaema linatula
Chionaema linatula là một loài bướm đêm thuộc phân họ Arctiinae, họ Erebidae.